# Округ Конкордија (Луизијана)
Конкордија (енгл. Concordia Parish) је округ у америчкој савезној држави Луизијана.

## Демографија
По попису из 2010. године број становника је 20.822, што је 575 (2,8%) становника више него 2000. године.
| Група             | 2000.          | 2010.          |
| Белци             | 12.172 (60,1%) | 11.829 (56,8%) |
| Афроамериканци    | 7.637 (37,7%)  | 8.513 (40,9%)  |
| Азијати           | 48 (0,2%)      | 49 (0,2%)      |
| Хиспаноамериканци | 300 (1,5%)     | 209 (1,0%)     |
| Укупно            | 20.247         | 20.822         |